# ATI Radeon HD 4000 series
La ATI Radeon HD 4000 series è una famiglia di GPU sviluppata dalla divisione grafica di AMD, la ATI Technologies. Il primo chip, dal nome in codice RV770, fu annunciato per la prima volta il 16 giugno 2008. La distribuzione ufficiale della serie HD 4800 si ebbe il 25 giugno 2008. Altre varianti includono: la fascia enthusiast RV790, mainstream RV730, RV740 e l'entry-level con RV710.

## Architettura
L'RV770 estende l'architettura unificata di shader della famiglia R600, aumentando gli stream processor al numero di 800 unità.
L'RV770 ha 10 unità texture, ciascuno dei quali può gestire 4 indirizzi, 16 campioni FP32, FP32 e 4 funzioni di filtraggio per ciclo di clock.
Il conteggio SPU di altre varianti della famiglia Radeon HD 4000 sono i seguenti:
| Prodotto/Serie                | Nome in codice della GPU | Stream processing units (SPU) |
| ----------------------------- | ------------------------ | ----------------------------- |
| Radeon HD 4890                | RV790XT                  | 800                           |
| Radeon HD 4870                | RV770XT                  | 800                           |
| Radeon HD 4860                | RV790GT                  | 640                           |
| Radeon HD 4850                | RV770PRO                 | 800                           |
| Radeon HD 4830                | RV770LE                  | 640                           |
| Radeon HD 4770                | RV740                    | 640                           |
| Radeon HD 4750                | RV740PRO                 | 480                           |
| Radeon HD 4730                | RV770CE                  | 640                           |
| Radeon HD 4670                | RV730XT                  | 320                           |
| Radeon HD 4650                | RV730PRO                 | 320                           |
| Radeon HD 4550 Radeon HD 4350 | RV710                    | 80                            |

L'RV770 è dotata di un controller di memoria a 256-bit ed è la prima GPU a supportare le memorie GDDR5 che funzionano a 900 MHz dando una velocità di trasferimento effettivo di 3,6 GHz e larghezza di banda di memoria fino a 115 GB/s. Il bus ad anello interno dalla R520 e R600 è stato sostituito dalla combinazione di una traversa e un hub interno.

## Modelli

### Radeon HD 4800
La Radeon HD 4800 è stata annunciata il 19 giugno 2008, mentre la Radeon HD 4870 è stata annunciata il 25 giugno 2008. Entrambe sono basate sulla GPU RV770, con 956 milioni di transistor e processo produttivo a 55 nm. La Radeon HD 4850 attualmente utilizza memorie di tipo GDDR3, mentre la Radeon HD 4870 utilizza memorie GDDR5.
Un'altra variante, la Radeon HD 4830 è stata messa in commercio il 23 ottobre 2008, con la GPU RV770 LE con un'interfaccia di memoria GDDR3 256-bit, e 640 shader processor. Fondamentalmente la RV770 LE è una versione ridotta della GPU RV770 utilizzata sulle Radeon HD 4850 e HD 4870.
Rientrano in questa categoria anche i prodotti R700 a doppia GPU, che utilizzano due GPU RV770. Un primo modello di nome Radeon HD 4870 X2, con 2 GB GDDR5 di memoria, è stato messo in commercio il 12 agosto 2008; è inoltre disponibile un secondo modello dual-GPU che prende il nome di Radeon HD 4850 X2, dotato di memoria GDDR3 e velocità di clock inferiore.
Un aggiornamento minore è stato introdotto il 2 aprile 2009 con il lancio della Radeon HD 4890 scheda grafica basate sulla GPU RV790. Caratterizzato da un design migliorato con condensatori di bypass per ridurre il rumore del segnale.
Il 18 agosto 2009, ATI ha messo in commercio una variante spoglia della GPU RV790 chiamato RV790GT che viene utilizzato dalla Radeon HD 4860, ora disponibile in tutti i mercati.

### Radeon HD 4700
La serie Radeon HD 4700 è stata annunciata il 28 aprile 2009. La Radeon HD 4770 è basata sulla GPU RV740, integra 826 milioni di transistor ed è prodotta con il moderno processo a 40 nm.
La Radeon HD 4730 è stata introdotta l'8 giugno 2009, a differenza della sorella maggiore, la Radeon HD 4770 essa è prodotta a 55 nm, denominata il RV770CE.
La Radeon HD 4750, invece, è basata sempre sulla RV740 a 40 nm (della Radeon HD 4770) ma dispone di un clock più basso ed è sprovvista dell'ingresso di alimentazione ausiliaria a sei pin.

### Radeon HD 4600
La Radeon HD 4600 series è stata annunciata il 10 settembre 2008. Tutte le varianti sono basate sulla GPU RV730 provvista di 514 milioni di transistor e prodotta a 55 nm. La versione PCIe HD 4600 non richiede connettori di alimentazione esterna. È stata messa in commercio anche la versione AGP della Radeon HD 4670, che richiede un connettore Molex da 5V.

### Radeon HD 4300/HD 4500
Le Radeon HD 4350 e HD 4550 sono state annunciate il 30 settembre 2008, entrambe basate sulla GPU RV710 e 242 milioni di transistor con processo produttivo a 55 nm. Entrambi i prodotti utilizzano memorie video GDDR3 o DDR3 o DDR2. AMD afferma che questi due prodotti hanno picchi di consumo massimo rispettivamente di 20 W e 25 W.

## Successore
La R800 (Evergreen), è stata messa in commercio come Radeon HD serie 5000 a fine settembre 2009 con i modelli HD 5870 e HD 5850 che coprono il segmento di fascia alta del mercato. I modelli HD 5770 e HD HD 5750 sono stati messi in commercio a metà ottobre 2009 per coprire il segmento performance del mercato. Le serie HD 5600 e HD 5500 sono stati messi in commercio a fine gennaio, primi di febbraio 2010 a coprire i segmenti inferiori del mercato. La scheda video HD 5970 è stata messa in commercio a fine 2009 per andare a coprire il segmento sopra la fascia alta del mercato. Le specifiche della famiglia di schede R900 sono riportate come "chiuse", con le specifiche della famiglia R1000 in fase di sviluppo.